# Сакскёбинг
Сакскёбинг (дат. Sakskøbing) — город с населением 4701 человек (2011), расположенный в восточной части острова Лолланн и входящий в коммуну Гульборгсунн. Близ города проходит европейская трасса E47.

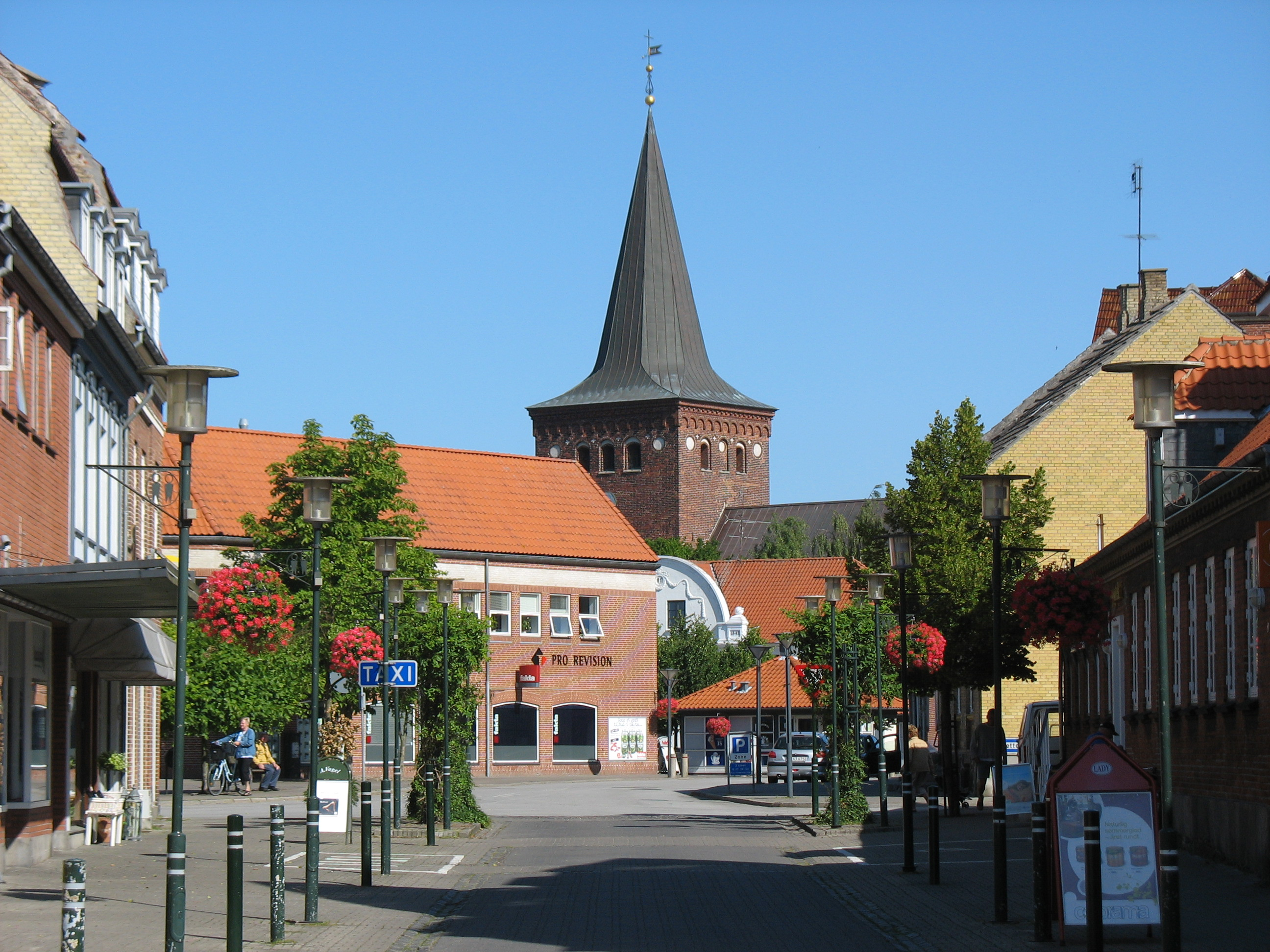
Улица Søndergade

До 1 января 2007 года Сакскёбинг образовывал собственную коммуну площадью 176 км², но после процесса образования городской агломерации в 2007 году вместе с четырьмя другими коммунами стал входить в коммуну Гульборгсунн с центром в городе Нюкёбинг Фальстер.